# Astana Open 2022
Astana Open 2022 là một giải quần vợt nam chuyên nghiệp thi đấu trên mặt sân cứng trong nhà. Đây là lần thứ 3 giải Astana Open được tổ chức và là một phần của ATP Tour 500 trong ATP Tour 2022.
Giải đấu được nâng lên cấp độ ATP 500 sau khi các giải quần vợt ở Trung Quốc trong năm 2022 bị hủy vì đại dịch COVID-19. Giải đấu diễn ra ở Astana, Kazakhstan, từ ngày 3–9 tháng 10.

## Nội dung đơn

### Hạt giống
| Quốc gia | Tay vợt               | Xếp hạng1 | Hạt giống |
| -------- | --------------------- | --------- | --------- |
| ESP      | Carlos Alcaraz        | 1         | 1         |
|          | Daniil Medvedev       | 4         | 2         |
| GRE      | Stefanos Tsitsipas    | 6         | 3         |
| SRB      | Novak Djokovic        | 7         | 4         |
|          | Andrey Rublev         | 9         | 5         |
| ITA      | Jannik Sinner         | 10        | 6         |
| POL      | Hubert Hurkacz        | 11        | 7         |
| CAN      | Félix Auger-Aliassime | 13        | 8         |
| CRO      | Marin Čilić           | 16        | 9         |

- Bảng xếp hạng vào ngày 26 tháng 9 năm 2022.

### Vận động viên khác
Đặc cách:
- Novak Djokovic
- Mikhail Kukushkin
- Stan Wawrinka
- Beibit Zhukayev

Miễn đặc biệt:
- Marc-Andrea Hüsler

Vượt qua vòng loại:
- Laslo Đere
- Luca Nardi
- Alexander Shevchenko
- Zhang Zhizhen

Thua cuộc may mắn:
- David Goffin
- Pavel Kotov

### Rút lui
- Nikoloz Basilashvili → thay thế bởi  Albert Ramos Viñolas
- Grigor Dimitrov → thay thế bởi  Adrian Mannarino
- Gaël Monfils → thay thế bởi  Oscar Otte
- Lorenzo Musetti → thay thế bởi  Emil Ruusuvuori
- Holger Rune → thay thế bởi  David Goffin
- Diego Schwartzman → thay thế bởi  Alexander Bublik
- Jannik Sinner → thay thế bởi  Pavel Kotov
- Lorenzo Sonego → thay thế bởi  Tallon Griekspoor

## Nội dung đôi

### Hạt giống
| Quốc gia | Tay vợt           | Quốc gia | Tay vợt          | Xếp hạng1 | Hạt giống |
| -------- | ----------------- | -------- | ---------------- | --------- | --------- |
| GER      | Tim Pütz          | NZL      | Michael Venus    | 15        | 1         |
| CRO      | Nikola Mektić     | CRO      | Mate Pavić       | 19        | 2         |
| ESP      | Marcel Granollers | ARG      | Horacio Zeballos | 23        | 3         |
| GBR      | Lloyd Glasspool   | FIN      | Harri Heliövaara | 34        | 4         |

- Bảng xếp hạng vào ngày 26 tháng 9 năm 2022

### Vận động viên khác
Đặc cách: 
- Alexander Bublik /  Beibit Zhukayev
- Grigoriy Lomakin /  Denis Yevseyev

Vượt qua vòng loại:
- Diego Hidalgo /  Cristian Rodríguez

### Rút lui
- Marcelo Arévalo /  Jean-Julien Rojer → thay thế bởi  Francisco Cerúndolo /  Andrés Molteni
- Juan Sebastian Cabal /  Robert Farah → thay thế bởi  Adrian Mannarino /  Fabrice Martin
- Wesley Koolhof /  Neal Skupski → thay thế bởi  Andrey Golubev /  Aleksandr Nedovyesov
- Rajeev Ram /  Joe Salisbury → thay thế bởi  Kevin Krawietz /  Andreas Mies

## Nhà vô địch

### Đơn
- Novak Djokovic đánh bại  Stefanos Tsitsipas 6–3, 6–4

### Đôi
- Nikola Mektić /  Mate Pavić đánh bại  Adrian Mannarino /  Fabrice Martin, 6–4, 6–2